# Kamen Rider ZO
Pour le jeu vidéo, voir The Masked Rider: Kamen Rider Zo.
Pour plus de détails, voir Fiche technique et Distribution.
Kamen Rider ZO (Kamen Raidâ Zetto Ô) est un film japonais réalisé par Keita Amemiya, sorti en 1993. Il est fondé sur la très populaire franchise des séries télévisées Kamen Rider.

## Synopsis
Plusieurs années après avoir subi des expériences inhumaines, Masaru Asou se réveille dans le cœur d'une montagne, entendant les cris d'une voix inconnue lui demandant de protéger Hiroshi Mochizuki, le fils du scientifique responsable des expériences. Hiroshi est poursuivi par un monstre, mais est finalement sauvé par Masaru qui devient le cyborg Kamen Rider ZO. Masaru apprend alors que le professeur Mochizuki est porté disparu depuis deux ans et que l'organisme sur lequel il travaillait est à l'origine du monstre qui a attaqué Hiroshi…

## Fiche technique
- Titre : Kamen Rider ZO
- Titre original : Kamen Raidâ Zetto Ô
- Réalisation : Keita Amemiya
- Scénario : Noboru Sugimura
- Production : Inconnu
- Musique : Eiji Kawamura
- Photographie : Inconnu
- Montage : Inconnu
- Pays d'origine : Japon
- Format : Couleurs - 1,85:1 - Stéréo - 35 mm
- Genre : Aventure, science-fiction
- Durée : 48 minutes
- Date de sortie : 17 avril 1993 (Japon)

## Distribution
- Hiroshi Tsuchikado : Masaru Asou / Kamen Rider ZO
- Shoei Shibata : Hiroshi Mochizuki
- Isao Sasaki : Dr Mochizuki
- Naomi Morinaga : Reiko Mochizuki
- Kenji Ohba : Kuroda
- Hiroshi Inuzuka : Seikichi Mochizuki
- Masaru Yamashita : Nishimura

## Autour du film
- Kamen Rider ZO fut la première coproduction entre le Studio Toei et Bandai Visual.